# Summer World University Games 2025/Wasserspringen
Bei den Summer World University Games 2025 wurden 15 Wettkämpfe im Wasserspringen ausgetragen. Austragungsort war die Schwimm- und Sprunghalle im Europasportpark in Berlin.

## Bilanz

### Medaillenspiegel
| Platz  | Land               | 00 | 00 | 00 | Gesamt |
| ------ | ------------------ | -- | -- | -- | ------ |
| 1      | China              | 12 | 8  | –  | 20     |
| 2      | Deutschland        | 3  | 2  | 4  | 9      |
| 3      | Vereinigte Staaten | –  | 4  | 5  | 9      |
| 4      | Südkorea           | –  | 1  | 6  | 7      |
| Gesamt | Gesamt             | 15 | 15 | 15 | 45     |

### Medaillengewinner

#### Männer
| Disziplin             | Gold                         | Silber                                          | Bronze                             |
| --------------------- | ---------------------------- | ----------------------------------------------- | ---------------------------------- |
| 1 m Kunstspringen     | Zhang Wenao                  | Hu Yukang                                       | Tim Axer                           |
| 3 m Kunstspringen     | Moritz Wesemann              | Hu Yukang                                       | Luke Sitz                          |
| 10 m Turmspringen     | Zheng Junzhi                 | Mo Yonghua                                      | Kim Yeong-taek                     |
| 3 m Synchronspringen  | ChinaZhang Wenao Hu Yukang   | Vereinigte StaatenJoshua Sollenberger Luke Sitz | SüdkoreaKim Ji-wook Kim Yeong-taek |
| 10 m Synchronspringen | ChinaZheng Junzhi Mo Yonghua | DeutschlandLuis Avila Sanchez Jaden Eikermann   | SüdkoreaKim Yeong-taek Kim Ji-wook |
| Team Award            | China                        | Südkorea                                        | Vereinigte Staaten                 |

#### Frauen
| Disziplin             | Gold                        | Silber                                     | Bronze                                       |
| --------------------- | --------------------------- | ------------------------------------------ | -------------------------------------------- |
| 1 m Kunstspringen     | Ouyang Yu                   | Wang Yi                                    | Avery Giese                                  |
| 3 m Kunstspringen     | Wang Weiying                | Qu Zhixin                                  | Lena Hentschel                               |
| 10 m Turmspringen     | Lu Wei                      | Wang Weiying                               | Pauline Pfeif                                |
| 3 m Synchronspringen  | ChinaOuyang Yu Wang Weiying | Vereinigte StaatenLanie Gutch Eliana Joyce | DeutschlandLena Hentschel Jette Müller       |
| 10 m Synchronspringen | ChinaHe Yanwei Lu Wei       | DeutschlandCarolina Coordes Pauline Pfeif  | Vereinigte StaatenLanie Gutch Kayleigh Clark |
| Team Award            | China                       | Vereinigte Staaten                         | Südkorea                                     |

#### Mixed
| Disziplin             | Gold                                                                  | Silber                                            | Bronze                                                     |
| --------------------- | --------------------------------------------------------------------- | ------------------------------------------------- | ---------------------------------------------------------- |
| Mannschaft            | DeutschlandJette Müller Moritz Wesemann Pauline Pfeif Jaden Eikermann | ChinaQu Zhixin Mo Zhengxiong He Yanwei Mo Yonghua | SüdkoreaOh Soo-yeon Kim Ji-wook Kim Na-hyun Kim Yeong-taek |
| 3 m Synchronspringen  | DeutschlandLena Hentschel Luis Avila Sanchez                          | ChinaFan Yi Mei Yingxin                           | Vereinigte StaatenMaxwell Miller Eliana Joyce              |
| 10 m Synchronspringen | ChinaZheng Junzhi Wang Weiying                                        | Vereinigte StaatenSophia McAfee Kaden Springfield | SüdkoreaKim Na-hyun Kim Yeong-taek                         |

Sofia 1961 |
Porto Alegre 1963 |
Budapest 1965 |
Tokio 1967 |
Turin 1970 |
Moskau 1973 |
Rom 1975 |
Sofia 1977 |
Mexiko-Stadt 1979 |
Bukarest 1981 |
Edmonton 1983 |
Kōbe 1985 |
Zagreb 1987 |
Duisburg 1989 |
Sheffield 1991 |
Buffalo 1993 |
Fukuoka 1995 |
Sizilien 1997 |
Palma de Mallorca 1999 |
Peking 2001 |
Daegu 2003 |
Izmir 2005 |
Bangkok 2007 |
Belgrad 2009 |
Shenzhen 2011 |
Kasan 2013 |
Gwangju 2015 |
Taipeh 2017 |
Neapel 2019 |
Chengdu 2021 |
Rhein-Ruhr 2025
3×3-Rollstuhlbasketball |
Badminton |
Basketball |
Beachvolleyball |
Bogenschießen |
Fechten |
Judo |
Leichtathletik |
Rhythmische Sportgymnastik |
Rudern |
Schwimmen |
Taekwondo |
Tennis |
Tischtennis |
Turnen |
Volleyball |
Wasserball |
Wasserspringen